# Egon Geißler
 Egon Geißler (* 13. Dezember 1926 in Berlin; † 16. Juli 1990 ebenda) war ein deutscher Schauspieler und Hörspielsprecher.

## Leben
Egon Geißler arbeitete zunächst als freischaffender Schauspieler, bevor er 1952 eine Verpflichtung an das Theater am Schiffbauerdamm erhielt. Hier wirkte er bis 1954 und wechselte dann an die Berliner Volksbühne, der er bis zu seinem Tod angehörte und an der er überwiegend in Nebenrollen eingesetzt wurde.
Seit Mitte der 1950er-Jahre arbeitete Geißler auch umfangreich vor der Kamera, überwiegend allerdings für das Fernsehen. Dabei war er in den 1970er-Jahren häufiger in der Krimiserie Polizeiruf 110 zu sehen. Auch in einigen Produktionen des DDR-Rundfunks konnte man seine Stimme hören. In dem im Auftrag der DEFA synchronisierten Film Der Teufel und die 10 Gebote lieh Geißler Charles Aznavour seine Stimme.

## Filmografie (Auswahl)
- 1956: Nekrassow
- 1958: Die unadelige Gräfin
- 1959: Die Vormanns und ihre Freunde
- 1959: Das Stacheltier – Jupp contra Bundeswehr
- 1961: Drei Mann auf einem Pferd
- 1961: Gewissen in Aufruhr – Als die Glocken schwiegen
- 1962: Herbstrauch
- 1962: Die heilige Johanna
- 1963: Alle Menschen sind gleich geboren
- 1964: Die große Wut des Philipp Hotz
- 1965: Entlassen auf Bewährung
- 1965: Episoden vom Glück
- 1966: Pitaval des Kaiserreiches: Die Ermordung des Rittmeisters von Krosigk
- 1966: Blaulicht – Ein Mann zuviel
- 1966: Der Staatsanwalt hat das Wort – Der Rosenkavalier
- 1967: Kriminalfälle ohne Beispiel – Anatomie eines Justizmordes
- 1968: Tage im Januar
- 1968: Die Geschichte vom tapferen Schneiderlein
- 1969: Jede Stunde meines Lebens
- 1970: Prüfung in Breida
- 1971: Der Arzt wider Willen (Theateraufzeichnung)
- 1971: Peter Henleins Uhr
- 1971: Avantgarde (Theateraufzeichnung)
- 1972: Polizeiruf 110 – Die Maske
- 1972: Bach in Arnstadt
- 1973: Die klugen Dinge
- 1974: Fürstenkind und Bauernjunge
- 1974: Polizeiruf 110 – Die verschwundenen Lords
- 1975: Die Wildente
- 1975: Polizeiruf 110 – Ein Fall ohne Zeugen
- 1976: Wer das Unglück meistert, findet das Glück
- 1976: Polizeiruf 110 – Eine fast perfekte Sache
- 1976: Polizeiruf 110 – Vorurteil?
- 1977: Zur See – Zwei Briefe
- 1977: Der verschwundene Fluß
- 1978: Rote Erde
- 1979: Plantagenstraße 19
- 1980/1990: Der Staatsanwalt hat das Wort: Risiko (Fernsehreihe)
- 1980: Archiv des Todes – Überall lauert der Tod
- 1980: Der Direktor (Fernsehfilm)
- 1987: Der Geizige

## Hörspiele
- 1965: Gebet zu Gott Krischna – Autor: Keder Nath – Regie: Uwe Haacke
- 1966: Der Drache – Autor: Nikolai Haitow – Regie: Flora Hoffmann
- 1966: Billy, der Lügner – Autor: Keith Waterhouse – Regie: Maritta Hübner
- 1969: Rücksicht auf einen Brigadier – Autor: Ralph Knebel – Regie: Edgar Kaufmann
- 1972: Der Cheffahrer oder 18 Kapitel über Matthias Motter – Autor: Hans-Jürgen Bloch – Regie: Barbara Plensat
- 1972: Wer nicht hören will, muß fühlen – Autor: Heinz Havel – Regie: Barbara Plensat
- 1976: Neumann – 2x klingeln (Folge: Am Fließ 16) – Autor: Gerhard Jäckel – Regie: Joachim Gürtner
- 1977: Die Tage der Commune – Autor: Bertolt Brecht – Regie: Barbara Plensat und Joachim Staritz
- 1978: Jonny, komm bald wieder – Autor: Elifius Paffrath – Regie: Hans Knötzsch